# Talalaiivka, Hrîstînivka
Talalaiivka (în ucraineană Талалаївка) este o comună în raionul Hrîstînivka, regiunea Cerkasî, Ucraina, formată numai din satul de reședință.

## Demografie
Componența lingvistică a comunei Talalaiivka
     Ucraineană (98,07%)
     Rusă (1,35%)
     Alte limbi (0,38%)
Conform recensământului din 2001, majoritatea populației comunei Talalaiivka era vorbitoare de ucraineană (98,07%), existând în minoritate și vorbitori de rusă (1,35%).